# Миленко Зорич
Миле́нко Зо́рич (серб. : вуковиця Миленко Зорић, гаєвиця Milenko Zorić; нар. 2 квітня 1989, Бачка-Паланка) — сербський спортсмен-веслувальник, що спеціалізується на спринті.

## Участь у міжнародних змаганнях
Брав участь у Чемпіонатах Європи з веслування на байдарках і каное у Загребі (2012), де змагався у перегонах байдарок-четвірок на 1000 м, і в Москві (2016), де змагався у перегонах байдарок-двійок на 1000 м. В обох чемпіонатах виграв бронзові медалі.
У 2015 році брав участь у Чемпіонаті світу в Мілані, де у перегонах байдарок-двійок на 1000 м завоював бронзову медаль.
На Олімпіаді 2016 у Ріо-де-Жанейро взяв участь одразу в двох змаганнях: у перегонах байдарок-двійок на дистанції 1000 м у парі з Марко Томичевичем і в перегонах байдарок-четвірок на дистанції 1000 м у складі сербської команди, куди окрім нього також входили Марко Томичевич, Деян Пажич і Владимир Торубаров. На першому змаганні сербська пара завоювала срібляні медалі. У другому змаганні сербським спортсменам вдалося посісти лише восьме місце у фіналі «А».